# Строганово (станция)
Стро́ганово — железнодорожная станция в Гатчинском муниципальный округ Ленинградской области на линии Санкт-Петербург–Балтийский — Луга. Расположена в одноимённом посёлке при станции, в 5,7 км к востоку от автодороги Р23.
В расположенном недалеко от станции массиве находится большое количество садоводческих товариществ.
На станции останавливаются все проходящие через неё пригородные электропоезда, кроме электропоездов повышенной комфортности. Для некоторых электропоездов станция является конечной.
В 1971 году станция была электрифицирована напряжением 3,3 кВ постоянного тока в составе однопутного участка Сиверская - Луга-I. В том же году были сооружены высокие пассажирские платформы, одна из которых является островной (в сторону Луги), а вторая - боковой (в сторону Санкт-Петербурга) между II главным и 4 боковым путями.
В 1986 году на участке от ст. Сиверская до ст. Луга-I в связи с увеличением пар электропоездов и пропускной способности был сооружен и электрифицирован напряжением 3,3 кВ постоянного тока второй путь и электрифицированы 4 и 6 боковые пути станции Строганово.